# Jesse Thomas (triathlon)
Pour les articles homonymes, voir Jesse Thomas (homonymie) et Thomas.
Jesse Thomas né le 28 février 1980 à Bend dans l'Oregon aux États-Unis est un triathlète professionnel, vainqueur sur compétition Ironman et Ironman 70.3.

## Biographie

### Vie privée et professionnelle
Jesse Thomas est marié à l'athlète Lauren Fleshman, championne des États-Unis du 5000 mètres en 2010 et septième aux championnats du monde d'athlétisme 2011 sur la même distance.

## Palmarès
Le tableau présente les résultats les plus significatifs (podium) obtenus sur le circuit national et international de triathlon depuis 2011,.
| Année | Compétition                 | Pays        | Position          | Temps           |
| ----- | --------------------------- | ----------- | ----------------- | --------------- |
| 2017  | Ironman 70.3 Augusta        | États-Unis  | Médaille d'or     | 3 h 42 min 14 s |
| 2017  | Ironman 70.3 Pérou          | Pérou       | Médaille d'argent | 3 h 45 min 21 s |
| 2016  | Ironman Lanzarote           | Espagne     | Médaille d'or     | 8 h 42 min 33 s |
| 2016  | Wildflower Triathlon        | États-Unis  | Médaille d'or     | 4 h 5 min 32 s  |
| 2015  | Ironman Pays de Galles      | Royaume-Uni | Médaille d'or     | 8 h 57 min 33 s |
| 2015  | Wildflower Triathlon        | États-Unis  | Médaille d'or     | 4 h 10 min 2 s  |
| 2014  | Wildflower Triathlon        | États-Unis  | Médaille d'or     | Timing          |
| 2014  | Ironman 70.3 Mont-Tremblant | Canada      | Médaille d'or     | Timing          |
| 2013  | Wildflower Triathlon        | États-Unis  | Médaille d'or     | 4 h 2 min 19 s  |
| 2013  | Ironman 70.3 Californie     | États-Unis  | Médaille d'argent | 3 h 49 min 55 s |
| 2012  | Wildflower Triathlon        | États-Unis  | Médaille d'or     | 3 h 58 min 59 s |
| 2012  | Rev3 Maine                  | États-Unis  | Médaille d'or     | 1 h 48 min 33 s |
| 2012  | Rev3 Floride                | États-Unis  | Médaille d'or     | 3 h 26 min 17 s |
| 2012  | Ironman 70.3 Poconos        | États-Unis  | Médaille d'or     | 3 h 49 min 41 s |
| 2011  | Wildflower Triathlon        | États-Unis  | Médaille d'or     | 4 h 4 min 45 s  |
| 2011  | Ironman 70.3 Philippines    | Philippines | Médaille d'argent | 4 h 12 min 30 s |